# Arkegonium
Et arkegonium (flertal: arkegonia) er et flercellet organ hos gametofytter af en række primitive planter, som producerer æg-celler eller hunlige gameter. Arkegonia har en lang, tynd hals og en udvidet basis. De forekommer typisk på overfladen af plantens thallus, men hos Hornblade er de indlejret i thallus.

## Arkegonia hosfrøplanter
Reducerede arkegonia forekommer indlejret i mega-gametofytten hos de nøgenfrøede. Her dannes arkegoniet først efter bestøvning, inden i de (hunlige) kogler.
Hos blomsterplanter og Gnetophyta er arkegoniet erstattet af frøanlægget.
Ordet kommer af oldgræsk ἀρχή (begyndelse) og γόνος (afkom).